# Jüdische Gemeinde Pfreimd
Die Jüdische Gemeinde Pfreimd bestand in Pfreimd bis zur Vertreibung der Juden im Jahr 1630. Auch im 19. und 20. Jahrhundert gab es in Pfreimd jüdische Einwohner.

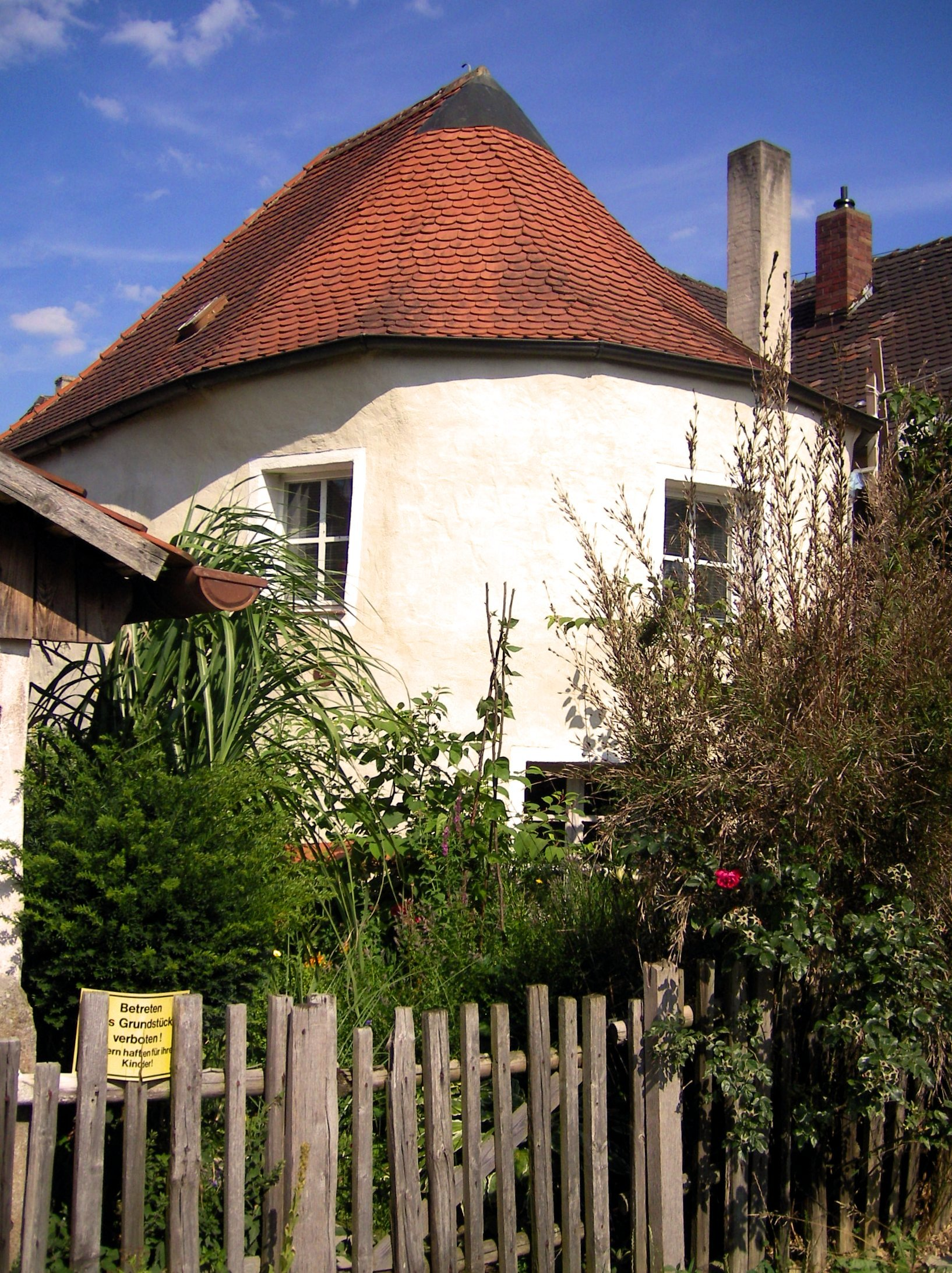
Judenturm, Judengasse 8, vielleicht ehemalige Synagoge, Baudenkmal Nr. D-3-76-153-17

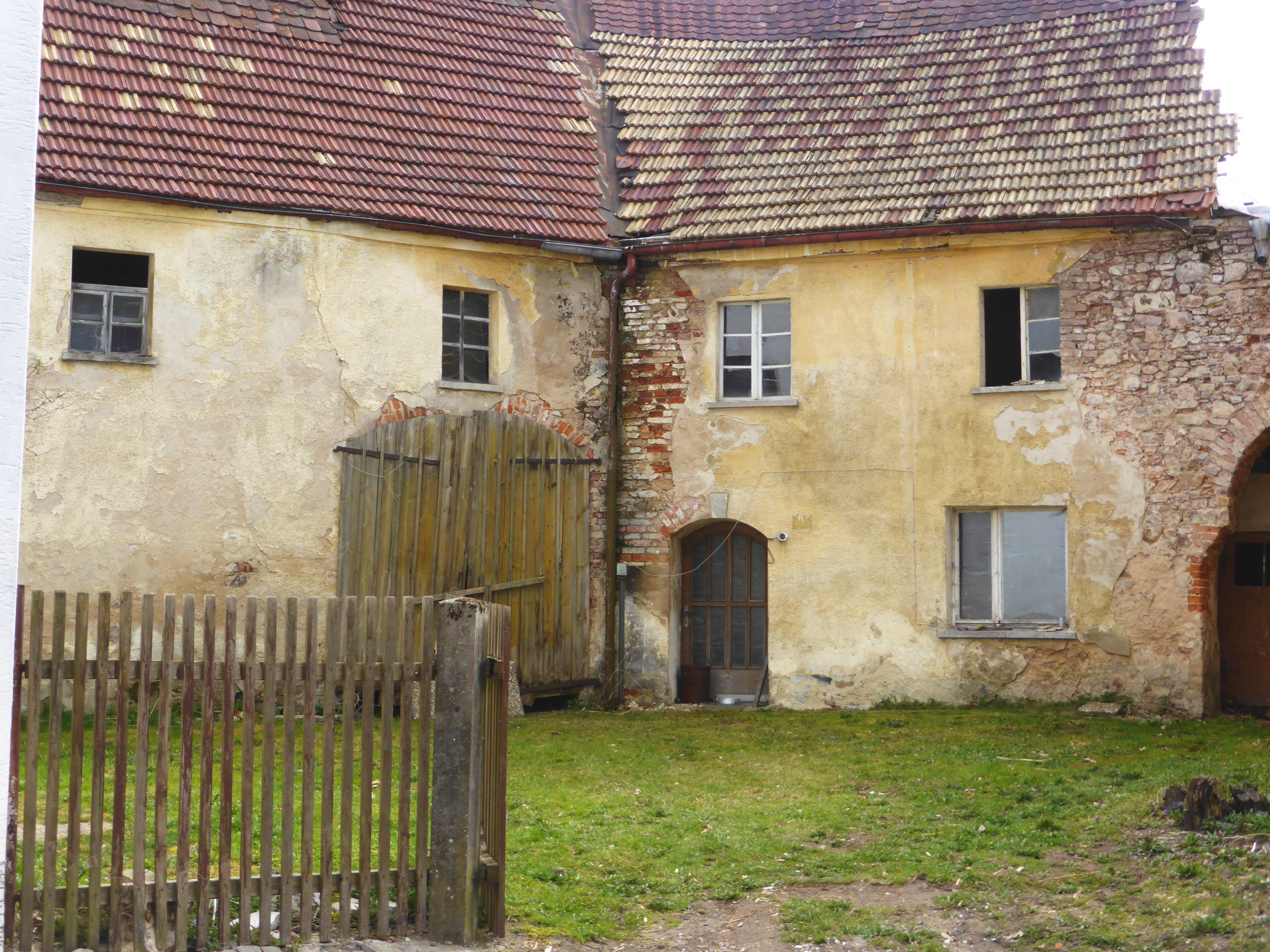
Judengasse 16, Baudenkmal Nr. D-3-76-153-18

## Geschichte

### 14. bis 17. Jahrhundert
Die Judengasse in Pfreimd ist vermutlich der älteste in Pfreimd bestehende Straßenname. Sie beginnt am Unteren Tor, dem Nabburger Tor. Sie verläuft dann entlang der ehemaligen Stadtmauer nach Süden bis zur Kurve, wo die Gasse nach Nordosten schwenkt und in die Brauhausgasse übergeht. Die Bebauung geht teilweise bis auf das 15. Jahrhundert zurück. In dieser Gasse lebten 1566 acht jüdische Familien.
Das Haus Judengasse 8 wird Judenturm genannt. Hier befand sich vielleicht die Synagoge oder ein Betraum. Es stammt im Kern aus dem 15. Jahrhundert und steht unter Denkmalschutz mit der Nummer D-3-76-153-17.
Das Haus Judengasse 16 stammt im Kern aus dem 16. Jahrhundert, also aus der Zeit, in der noch Juden in der Judengasse wohnten. Es wird Schlössl genannt. Dieses Haus steht ebenfalls unter Denkmalschutz mit der Nummer D-3-76-153-18. Beide Häuser gehörten zur ehemaligen Stadtbefestigung. Die Judengasse war sehr eng bebaut, die meisten Häuser wurden abgerissen, aber der mittelalterliche Charakter der Gasse blieb erhalten.
Im Jahre 1397 wurden erstmals schriftlich Juden in Pfreimd genannt.
Für das 16. und den Anfang des 17. Jahrhunderts sind verschiedene Kauf-, Leih- und Tauschgeschäfte der Landgrafen von Leuchtenberg Johann IV. und Georg III. mit den Juden von Pfreimd urkundlich bezeugt. Auch mit der nichtjüdischen Bevölkerung von Pfreimd wickelten die Juden vielfältige Geldgeschäfte ab, was teilweise zu gerichtlichen Auseinandersetzungen führte, wenn die Schuldner ihre Schuld nicht zurückzahlen konnten oder wollten. Die in Pfreimd lebenden Juden mussten hohe Steuern und Schutzgelder zahlen.
Die Juden in Pfreimd trugen zu dieser Zeit die Namen Samuel, Alexander Jud, Liebermann, Isaak Jud, Uriel Jud, Moyses Jud, Liepmann, Seeligmann, Rosine, Iserlehn, Rabbi Jud, Rabbi Aidam, Salomon Rimer, Wolf Jud, Daniel Jud, Abraham Jud, Riemer Aidam.
Nach dem Tod des Landgrafen von Leuchtenberg Georg Ludwig von Leuchtenberg im Jahr 1613 begannen Bemühungen, die Juden aus Pfreimd zu vertreiben. Teilweise konnten sich die Juden durch Schutzbriefe, die sie vom Landgrafen Georg Ludwig erhalten hatten, oder durch den Beistand katholischer Priester gegen die Vertreibung wehren.
Dann fielen im Zuge des Dreißigjährigen Krieges 1621 Mansfeldische Truppen in Pfreimd ein. Infolgedessen wurden die Juden in Pfreimd misshandelt und flohen teilweise auf die Burg Trausnitz im Tal. Ab 1630 wurden keine Juden mehr in Pfreimd erwähnt.

### 19. und 20. Jahrhundert
1880 kaufte Siegmund Salomon Arnstein die Stadtmühle von Pfreimd. Er baute die Mahl- und Sägemühle 1890 in ein Spiegelglas- und Schleifwerk um. Sein Sohn Eugen Arnstein übernahm 1922 das Werk. 1934 wurde die jüdische Familie Arnstein durch den NS-Staat gezwungen das Werk an einen Arier, den langjährigen Werkmeister Georg Hanauer, zu verkaufen.
Große Bedeutung hatten in Pfreimd seit dem 15. Jahrhundert die Viehmärkte. Etwa fünf Prozent der Oberpfälzer Viehhändler waren Juden. Leopold Engelmann war einer der bedeutendsten und bekanntesten jüdischer Viehhändler. 1902 galt er als der zweitgrößte Viehhändler Deutschlands. Er war auch in Pfreimd tätig. 1939 brachte der Weidener Oberbürgermeister Hans Harbauer Engelmann in das KZ Dachau und presste ihm seinen Besitz zugunsten der Stadt Weiden ab. Engelmann gelang es nach Kenia zu emigrieren und dort eine Farm aufzubauen.